# Judo aux Jeux olympiques d'été de 2012
Navigation
Pékin 2008 Rio de Janeiro 2016
La compétition de judo des Jeux olympiques d'été de 2012 se déroule du 28 juillet au 3 août 2012 au Centre ExCeL de Londres. 14 épreuves y sont organisées : 7 masculines et 7 féminines. 387 athlètes représentant 133 pays prennent part aux épreuves. 56 médailles olympiques dont 14 d'or sont décernées au long des 7 jours de la compétition.

## Calendrier
Toutes les compétitions de Judo aux Jeux Olympiques de 2012 se déroulent en trois temps :
- Les qualifications commencent à 09h30 BST.
- Les demi-finales et le repêchage commencent à 14h00 BST.
- La finale a lieu à 16h10 BST.

| Q | Éliminations & Quarts de finale | F | Repêchage, Demi-finales, Médaille de Bronze & Médaille d'Or |

| Hommes          |   |   |   |   |   |   |   |   |   |   |   |   |   |   |
| Moins de 60 kg  | Q | F |   |   |   |   |   |   |   |   |   |   |   |   |
| Moins de 66 kg  |   |   | Q | F |   |   |   |   |   |   |   |   |   |   |
| Moins de 73 kg  |   |   |   |   | Q | F |   |   |   |   |   |   |   |   |
| Moins de 81 kg  |   |   |   |   |   |   | Q | F |   |   |   |   |   |   |
| Moins de 90 kg  |   |   |   |   |   |   |   |   | Q | F |   |   |   |   |
| Moins de 100 kg |   |   |   |   |   |   |   |   |   |   | Q | F |   |   |
| Plus de 100 kg  |   |   |   |   |   |   |   |   |   |   |   |   | Q | F |
| Femmes          |   |   |   |   |   |   |   |   |   |   |   |   |   |   |
| Moins de 48 kg  | Q | F |   |   |   |   |   |   |   |   |   |   |   |   |
| Moins de 52 kg  |   |   | Q | F |   |   |   |   |   |   |   |   |   |   |
| Moins de 57 kg  |   |   |   |   | Q | F |   |   |   |   |   |   |   |   |
| Moins de 63 kg  |   |   |   |   |   |   | Q | F |   |   |   |   |   |   |
| Moins de 70 kg  |   |   |   |   |   |   |   |   | Q | F |   |   |   |   |
| Moins de 78 kg  |   |   |   |   |   |   |   |   |   |   | Q | F |   |   |
| Plus de 78 kg   |   |   |   |   |   |   |   |   |   |   |   |   | Q | F |

## Qualifications
Les qualifications pour les épreuves de judo sont fondées sur le classement mondial du 1er mai 2012, élaboré par la Fédération internationale de judo.

## Résultats

### Podiums masculins
| Épreuves                            | Or                          | Argent                        | Bronze                                           |
| ----------------------------------- | --------------------------- | ----------------------------- | ------------------------------------------------ |
| Moins de 60 kg résultats détaillés  | Arsen Galstyan (RUS)        | Hiroaki Hiraoka (JPN)         | Felipe Kitadai (BRA) Rishod Sobirov (UZB)        |
| Moins de 66 kg résultats détaillés  | Lasha Shavdatuashvili (GEO) | Miklós Ungvári (HUN)          | Masashi Ebinuma (JPN) Cho Jun-ho (KOR)           |
| Moins de 73 kg résultats détaillés  | Mansur Isaev (RUS)          | Riki Nakaya (JPN)             | Nyam-Ochir Sainjargal (MGL) Ugo Legrand (FRA)    |
| Moins de 81 kg résultats détaillés  | Kim Jae-bum (KOR)           | Ole Bischof (GER)             | Ivan Nifontov (RUS) Antoine Valois-Fortier (CAN) |
| Moins de 90 kg résultats détaillés  | Song Dae-nam (KOR)          | Asley González (CUB)          | Ilias Iliadis (GRE) Masashi Nishiyama (JPN)      |
| Moins de 100 kg résultats détaillés | Tagir Khaibulaev (RUS)      | Naidangiin Tüvshinbayar (MGL) | Dimitri Peters (GER) Henk Grol (NED)             |
| Plus de 100 kg résultats détaillés  | Teddy Riner (FRA)           | Alexander Mikhaylin (RUS)     | Andreas Tölzer (GER) Rafael Silva (BRA)          |

### Podiums féminins
| Épreuves                           | Or                    | Argent                 | Bronze                                          |
| ---------------------------------- | --------------------- | ---------------------- | ----------------------------------------------- |
| Moins de 48 kg résultats détaillés | Sarah Menezes (BRA)   | Alina Dumitru (ROU)    | Charline Van Snick (BEL) Éva Csernoviczki (HUN) |
| Moins de 52 kg résultats détaillés | An Kum-ae (PRK)       | Yanet Bermoy (CUB)     | Rosalba Forciniti (ITA) Priscilla Gneto (FRA)   |
| Moins de 57 kg résultats détaillés | Kaori Matsumoto (JPN) | Corina Căprioriu (ROU) | Marti Malloy (USA) Automne Pavia (FRA)          |
| Moins de 63 kg résultats détaillés | Urška Žolnir (SLO)    | Xu Lili (CHN)          | Yoshie Ueno (JPN) Gévrise Émane (FRA)           |
| Moins de 70 kg résultats détaillés | Lucie Décosse (FRA)   | Kerstin Thiele (GER)   | Yuri Alvear (COL) Edith Bosch (NED)             |
| Moins de 78 kg résultats détaillés | Kayla Harrison (USA)  | Gemma Gibbons (GBR)    | Audrey Tcheuméo (FRA) Mayra Aguiar (BRA)        |
| Plus de 78 kg résultats détaillés  | Idalys Ortiz (CUB)    | Mika Sugimoto (JPN)    | Karina Bryant (GBR) Tong Wen (CHN)              |

### Tableau des médailles
| Rang  | Nation          | Or | Argent | Bronze | Total |
| ----- | --------------- | -- | ------ | ------ | ----- |
| 1     | Russie          | 3  | 1      | 1      | 5     |
| 2     | France          | 2  | 0      | 5      | 7     |
| 3     | Corée du Sud    | 2  | 0      | 1      | 3     |
| 4     | Japon           | 1  | 3      | 3      | 7     |
| 5     | Cuba            | 1  | 2      | 0      | 3     |
| 6     | Brésil          | 1  | 0      | 3      | 4     |
| 7     | États-Unis      | 1  | 0      | 1      | 2     |
| 8     | Géorgie         | 1  | 0      | 0      | 1     |
| 8     | Corée du Nord   | 1  | 0      | 0      | 1     |
| 8     | Slovénie        | 1  | 0      | 0      | 1     |
| 11    | Allemagne       | 0  | 2      | 2      | 4     |
| 12    | Roumanie        | 0  | 2      | 0      | 2     |
| 13    | Chine           | 0  | 1      | 1      | 2     |
| 13    | Grande-Bretagne | 0  | 1      | 1      | 2     |
| 13    | Hongrie         | 0  | 1      | 1      | 2     |
| 13    | Mongolie        | 0  | 1      | 1      | 2     |
| 17    | Pays-Bas        | 0  | 0      | 2      | 2     |
| 18    | Belgique        | 0  | 0      | 1      | 1     |
| 18    | Canada          | 0  | 0      | 1      | 1     |
| 18    | Colombie        | 0  | 0      | 1      | 1     |
| 18    | Grèce           | 0  | 0      | 1      | 1     |
| 18    | Italie          | 0  | 0      | 1      | 1     |
| 18    | Ouzbékistan     | 0  | 0      | 1      | 1     |
| Total | Total           | 14 | 14     | 28     | 56    |